# Киреев, Владимир Генрихович
Владимир Генрихович Киреев (30 июня 1967, Горький — 29 апреля 2021) — советский и российский хоккеист, нападающий.

## Биография
Воспитанник «Торпедо» Горький. Играл за команду в чемпионате СССР, МХЛ и РХЛ в сезонах 1983/84 — 1985/86, 1986/87 — 1996/97. Выступал в низших лигах за СКА МВО Калинин (1985/86 — 1986/87), «Кварц» Бор (1991/92), «Торпедо-2» НН (1994/95 — 1996/96), «Мотор» Заволжье (1996/97, 2001/02), «Лукойл-Волга» / «Кстово».
Серебряный призёр чемпионата Европы среди юниорских команд 1985.
Скончался 29 апреля 2021 года в возрасте 53 лет.